# Slender: The Arrival
Slender: The Arrival este un joc video dezvoltat de Blue Isle Studios ca o continuare a jocului Slender: The Eight Pages creat de Parsec Productions. Acesta a fost lansat pentru Microsoft Windows și OS X pe 26 martie 2013. Versiunea pentru Steam a fost lansată la 28 octombrie 2013. Jocul a fost lansat pe PlayStation 3 pe 23 octombrie 2014 în America de Nord și 24 septembrie 2014 în Europa și pentru Xbox 360 pe 24 septembrie 2014 în lumea întreagă. 